# Boney M.
Boney M. fue un grupo alemán de música disco que alcanzó gran fama durante la década de 1970. Fue creado por el productor alemán Frank Farian en 1974, quien por entonces trabajaba para la discográfica alemana Hansa, compañía que en la década siguiente lanzaría a Modern Talking.     
Se estima que han vendido en el mundo cerca de 100 millones de copias. Inicialmente configurado como un grupo de estudio, tras el éxito de su primera canción «Baby Do You Wanna Bump», Farian decidió contratar a cuatro artistas de Antillas que trabajaban en Londres, en Alemania y en los Países Bajos para que configuran la banda para las siguientes actuaciones en vivo: Bobby Farrell, Marcia Barrett, Maizie Williams y Liz Mitchell. La banda es conocida por éxitos internacionales como «Rasputin», «Daddy Cool», «Ma Baker» y «Rivers of Babylon».

## Historia
El origen del grupo se basó en un experimento que realizó Frank Farian al lanzar en febrero de 1974 la canción «Baby Do You Wanna Bump?», grabada en diciembre de 1973 con músicos arreglistas y cantantes de estudio de imagen desconocida. El experimento alcanzó tal éxito en los Países Bajos que Farian decidió sacarlo a la luz en forma de grupo, con el nombre de Boney M.[cita requerida]
Aunque el grupo tuvo cambios en sus miembros, Maizie Williams siempre estuvo desde el principio. Claudia Barry, una de las primeras integrantes, no satisfecha con ser simplemente cantante de estudio, lo abandonó de forma inesperada en febrero de 1976, días antes de que el grupo apareciera en un programa de televisión en Sarrebruck. Marcia Barret recomendó a Liz Mitchell, que entonces estaba sin empleo y había sido miembro de Les Humphries Singers, para que reemplazara a Claudia en el programa. Farian quedó impresionado con su actuación, por lo que ingresó al grupo y a trabajar en la grabación de su primer LP, Take The Heat Off Me.[cita requerida]
Otras canciones que Farian había grabado previamente con Marcia Barrett, la otra vocalista, fueron «Lovin' Or Leavin» y «Daddy Cool», ambas grabadas en 1974, que también pasaron a formar parte del primer LP. La respuesta comercial al álbum fue tibia. Sin embargo, el grupo actuó por clubes y ferias del país para promoverse y ganar reputación. 
La gran oportunidad vino al final de ese verano, cuando el productor musical de TV, Michael “Mike” Leckebusch, de Bremen, solicitó una actuación para su programa Musikladen. Boney M apareció en directo el 18 de septiembre de 1976 a las 10 de la noche, con su propio espectáculo. Al final de la semana siguiente, «Daddy Cool» era número 1 en Alemania. Los éxitos se sucedieron a partir de entonces.[cita requerida]
A pesar de que Bobby Farrell aparecía como el vocalista masculino del grupo Farian reveló después que era él quien cantaba en el estudio y que Farrell no hizo ninguna contribución vocal en las grabaciones, salvo en los espectáculos en vivo. Liz Mitchell aseguró que sólo ella, Marcia Barrett y Frank Farian habían cantado en las canciones de éxito.
El 30 de diciembre de 2010, Bobby Farrell, de 61 años, fue encontrado muerto debido a un ataque al corazón, en una habitación de un hotel de San Petersburgo, ciudad en la que se encontraba de gira. Se quejaba de dolores de pecho antes y después del concierto.

### El nombre
Inspirado en el personaje de una serie australiana de la época, Boney y supuestamente cada barra de la M representando un miembro.

## Éxitos
Rivers Of Babylon, originalmente del grupo jamaicano The Melodians y con letras parcialmente basadas en el salmo 137, se convirtió en el segundo mayor éxito de ventas en el Reino Unido en 1978. Después de que Rivers of Babylon empezó a perder ventas, vino Brown Girl in the Ring.[cita requerida]
El grupo también alcanzó el número 2 de ventas en el Reino Unido con Mary's Boy Child/Oh My Lord, anteriormente grabado por Harry Belafonte. Otros éxitos fueron Ma Baker, sobre la criminal estadounidense del mismo nombre, Rasputin, el sacerdote consejero del mismo nombre en tiempos del zar Nicolás, y otros éxitos fueron relevantes en España, como el dedicado a El Lute y Feliz Navidad.[cita requerida]
En 1986, diez años después de su lanzamiento con su formación original, el grupo acumulaba 18 discos de platino, 15 discos de oro y cerca de 150 millones de unidades vendidas en todo el mundo. Ese mismo año, el grupo desapareció; sin embargo, se reunía de vez en cuando para apariciones esporádicas en televisión y para recordar sus éxitos más populares.[cita requerida]
En una lista de ventas en 2010 dentro del Reino Unido, Boney M aparece en el quinto y décimo lugar con los dos temas anteriores. Son el único grupo que aparece dos veces en los diez primeros puestos de las listas; una hazaña solo igualada por Los Beatles.[cita requerida]
Boney M, con sus sonidos sensuales y ritmos pegadizos, se convirtió en uno de los grupos más conocidos en todo el mundo, incluidas África y Asia.[cita requerida]

## Discografía
- Take the Heat off Me (1976)
- Love for Sale (1977)
- Nightflight to Venus (1978)
- Oceans of Fantasy (1979)
- Boonoonoonoos (1981)
- Christmas Album (1981)
- Ten Thousand Lightyears (1984)
- Eye Dance (1985)
- Best In Spain (1996)
- The Best Of Boney M (1997)
- 20th Century Hits (1999)
- Christmas Party (1999)
- Remix-2005 (2005)
- The Magic of Boney M. (2006)
- Disco Collection (2007)